# Papa M'Baye N'Diaye
Pour les articles homonymes, voir N'Diaye.
Papa M'Baye N'Diaye, né le 11 mai 1938 à Dakar, est un athlète sénégalais.

## Carrière
Il remporte la médaille de bronze du 800 mètres aux Jeux de l'Amitié de 1961 puis la médaille d'argent dans la même discipline aux Jeux africains de 1965 à Brazzaville.
Il participe à deux éditions des Jeux olympiques, en 1964 et en 1968.